# Jelcz M121E
Jelcz M121E je polský částečně nízkopodlažní trolejbus vyrobený v letech 1999–2001 ve třech prototypech firmami Jelcz, PNTKM Gdynia a MPK Lublin.

## Konstrukce
Karoserie trolejbusu M121E využívá skříň městského autobusu M121. Přední část vozidla je nízkopodlažní s podlahou ve výšce 370 mm na vozovkou, zadní část vozu nad zadní hnací nápravou (od třetích dveří) má podlahu ve výši 936 mm a je přístupná po schůdcích z interiéru a díky zadním dveřím. Trolejbus M121E je vybaven elektrickou výzbrojí Elektrotechnického institutu s tranzistory IGBT. Stejnosměrný trakční motor Elmor DK210A3P je uložen ve schráně za zadní nápravou.

## Dodávky trolejbusů
| Současný stát | Město  | Článek | Roky dodávek | Počet vozů | Evidenční čísla při dodání | Zdroj |
| ------------- | ------ | ------ | ------------ | ---------- | -------------------------- | ----- |
| Litva         | Kaunas | článek | 2000         | 1          | 353                        | [ 1 ] |
| Polsko        | Gdyně  | článek | 1999         | 1          | 3304                       | [ 2 ] |
| Polsko        | Lublin | článek | 2001         | 1          | 3818                       | [ 2 ] |